# Лихоманов, Антон Владимирович
Антон Владимирович Лихоманов (род. 16 сентября 1964, Ленинград, СССР) — российский историк и библиотечный работник, с 20 января 2011 г. по 19 января 2016 г. — генеральный директор Российской национальной библиотеки. Кандидат исторических наук.

## Биография
Работу в РНБ начал в 1981 с должности библиотекаря. В 1987—1990 на комсомольской работе. В 1990 окончил исторический факультет Ленинградского ордена Ленина и ордена Трудового Красного Знамени государственного университета.
С 1990 вновь в РНБ: заместитель директора по административно-хозяйственной работе, заведующий Отделом фондов и обслуживания, заместитель генерального директора. После смерти В. Н. Зайцева с октября 2010 — и. о. генерального директора. 20 января 2011 назначен генеральным директором РНБ. 19 января 2016 г. покинул пост в связи с истечением срока трудового договора.
В 1995 году в Санкт-Петербургском государственном университете под научным руководством доктора исторических наук, профессора М. Ф. Флоринского защитил диссертацию на соискание учёной степени кандидата исторических наук по теме «Самодержавие в борьбе за общественное мнение в годы первой русской революции: (Правительственная печать в 1905—1907 гг.)» (специальность 07.00.02 — Отечественная история). Официальные оппоненты — член-корреспондент РАН, доктор исторических наук Р. Ш. Ганелин и кандидат исторических наук, доцент О. А. Яковлев. Ведущая организация — Санкт-Петербургская государственная академия культуры.

## Основные труды
- Газета «Россия» в 1905—1906 гг. : (История возникновения столыпинского официоза) // Книжное дело в России во второй половине XIX — начале XX века. — Л., 1990. — С. 46—55.
- Вопрос об иноязычных изданиях в Особом совещании по составлению нового устава о печати (1905 г.) // Книжное дело в России во второй половине XIX — начале XX века. — СПб., 1992. — Вып. 6. — С. 56—63.
- И. Я. Гурлянд и еврейский вопрос в России // Вестник Еврейского университета в Москве. — М.; Иерусалим, 1993. — № 4. — С. 142—153.
- Борьба самодержавия за общественное мнение в 1905—1907 гг. — СПб., 1997. — 133, [1] с. — ISBN 5-7196-0982-2.
- Как обеспечить безопасность библиотеки. — М., 2002. — 112 с.

2-е изд., доп. — М., 2004. — 161 с. — ISBN 5-93121-157-8.
- Противодействие идеологии терроризма и библиотеки. — М., 2005. — 112 с.
- Особое совещание по составлению нового устава о печати 1905 г.: персональный состав // Цензура в России. — СПб., 2005. — Вып. 2. — С. 35—69.
- Дмитрий Фомич Кобеко // История библиотеки в биографиях её директоров, 1795—2005. — СПб., 2006. — С. 194—211. — ISBN 5-8192-0263-5.
- Развитие законодательства о печати в России и Франции в конце XIX — начале XX вв.: сравнительный анализ // Труды кафедры истории нового и новейшего времени. — СПб., 2007. — № 1. — С. 78—90.
- Российская национальная библиотека : [арх. 17 октября 2022] / Лихоманов А. В. // Пустырник — Румчерод [Электронный ресурс]. — 2005. — С. 669—670. — (Большая российская энциклопедия : [в 35 т.] / гл. ред. Ю. С. Осипов ; 2004—2017, т. 28). — ISBN 978-5-85270-365-1.

## Награды
- Медаль ордена «За заслуги перед Отечеством» II степени (16 октября 2006 года) — за заслуги в области культуры и искусства, многолетнюю плодотворную деятельность[2].
- Почётный знак «За заслуги в развитии культуры и искусства» (27 ноября 2014 года, Межпарламентская ассамблея СНГ) — за значительный вклад в формирование и развитие общего культурного пространства государств — участников Содружества Независимых Государств, реализацию идей сотрудничества в сфере культуры и искусства[3].
- Памятный знак «МПА СНГ. 25 лет» (12 апреля 2018 года, Межпарламентская ассамблея СНГ) — за содействие в деятельности Межпарламентской Ассамблеи и её органов[4].